# Нормальна школа
Нормальна школа — навчальний заклад у Галичині і на Буковині за часів перебування цих регіонів у складі австрійських держав. Також — педагогічний навчальний заклад, що готує головним чином учителів для початкової школи в ряді іноземних країн.

## Відомості
У 1777 (за іншими даними, 1774) році австрійський уряд провів шкільну реформу, внаслідок якої створили кілька родів шкіл. Зокрема, у містечках і великих селах діяли тривіальні школи, в окружних центрах — головні, у центрах провінцій — «нормальні», в яких також вели підготовку вчителів. Монастирські середні школи були перетворені на гімназії.
За даними Осипа Залеського, у Бучачі, який не був окружним центром, від 1784 року діяла «головна нормальна школа», яка розпочала діяльність після закриття місцевої гімназії при місцевому монастирі Василіян.